# ماريا أوجارت
ماريا أوجارت (بالإسبانية: María Ugarte)‏ هي مؤرخة وصحفية إسبانية، ولدت في 22 فبراير 1914 في شقوبية في إسبانيا، وتوفيت في 4 مارس 2011 في سانتو دومينغو في جمهورية الدومينيكان.